# Бергфелд
Бергфелд (њем. Bergfeld) општина је у њемачкој савезној држави Доња Саксонија. Једно је од 41 општинског средишта округа Гифхорн. Према процјени из 2010. у општини је живјело 924 становника. Посједује регионалну шифру (AGS) 3151003.

## Географски и демографски подаци
Бергфелд се налази у савезној држави Доња Саксонија у округу Гифхорн. Општина се налази на надморској висини од 64 метра. Површина општине износи 10,6 km². У самом мјесту је, према процјени из 2010. године, живјело 924 становника. Просјечна густина становништва износи 87 становника/km².